# Fleurey-sur-Ouche
Fleurey-sur-Ouche est une commune française située dans le département de la Côte-d'Or, en région Bourgogne-Franche-Comté.

## Géographie
Village résidentiel à proximité (ouest) de Dijon, Fleurey-sur-Ouche est traversé, comme son nom l'indique, par la rivière Ouche et le canal de Bourgogne.
Il fait partie de la communauté de communes Ouche et Montagne.

### Hydrographie
- Ouche
- Canal de Bourgogne

### Quartiers, hameaux, lieux-dits et écarts
- Au-dessus de Barges : site mérovingien
- Beuchail : au nord-est de la localité, non loin de Lantenay.
- Le Leuzeu : combe au sud de Fleurey et de Velars, s'étirant entre le plan de Suzâne et la côte des Temps, dans laquelle fut exploitée une ferme qui fut abandonnée en 1930 pour cause de trop grand éloignement du village, d'absence de chemin facilement praticable et de commodités (eau courante et électricité) et de trop grosses réparations à envisager sur les toitures. Le Leuzeu faisait partie du village d'Urcy jusqu'à la Révolution. Son domaine, confisqué et vendu comme bien national, fut alors rattaché à la commune de Fleurey[1].
- La Vellotte quartier de Fleurey, avec l'église paroissiale, situé sur la rive gauche de l'Ouche.

### Climat
Pour des articles plus généraux, voir Climat de la Bourgogne-Franche-Comté et Climat de la Côte-d'Or.
En 2010, le climat de la commune est de type climat océanique dégradé des plaines du Centre et du Nord, selon une étude du Centre national de la recherche scientifique s'appuyant sur une série de données couvrant la période 1971-2000. En 2020, Météo-France publie une typologie des climats de la France métropolitaine dans laquelle la commune est exposée à un climat océanique altéré et est dans la région climatique  Bourgogne, vallée de la Saône, caractérisée par un bon ensoleillement (1 900 h/an), un été chaud (18,5 °C), un air sec au printemps et en été et des vents faibles. 
Pour la période 1971-2000, la température annuelle moyenne est de 10,9 °C, avec une amplitude thermique annuelle de 17,6 °C. Le cumul annuel moyen de précipitations est de 793 mm, avec 11,5 jours de précipitations en janvier et 7,7 jours en juillet. Pour la période 1991-2020, la température moyenne annuelle observée sur la station météorologique de Météo-France la plus proche, « Marsannay la Cote », sur la commune de Marsannay-la-Côte à 11 km à vol d'oiseau, est de 11,7 °C et le cumul annuel moyen de précipitations est de 803,0 mm,. Pour l'avenir, les paramètres climatiques de la commune estimés pour 2050 selon différents scénarios d'émission de gaz à effet de serre sont consultables sur un site dédié publié par Météo-France en novembre 2022.

## Urbanisme

### Typologie
Au 1er janvier 2024, Fleurey-sur-Ouche est catégorisée bourg rural, selon la nouvelle grille communale de densité à 7 niveaux définie par l'Insee en 2022.
Elle est située hors unité urbaine. Par ailleurs la commune fait partie de l'aire d'attraction de Dijon, dont elle est une commune de la couronne,. Cette aire, qui regroupe 333 communes, est catégorisée dans les aires de 200 000 à moins de 700 000 habitants,.

### Occupation des sols
L'occupation des sols de la commune, telle qu'elle ressort de la base de données européenne d’occupation biophysique des sols Corine Land Cover (CLC), est marquée par l'importance des forêts et milieux semi-naturels (62,2 % en 2018), une proportion sensiblement équivalente à celle de 1990 (62,6 %). La répartition détaillée en 2018 est la suivante : forêts (58,7 %), terres arables (25,2 %), prairies (5,8 %), zones urbanisées (4 %), milieux à végétation arbustive et/ou herbacée (3,5 %), zones agricoles hétérogènes (2,8 %).
L'IGN met par ailleurs à disposition un outil en ligne permettant de comparer l'évolution dans le temps de l'occupation des sols de la commune (ou de territoires à des échelles différentes). Plusieurs époques sont accessibles sous forme de cartes ou photos aériennes : la carte de Cassini (XVIIIe siècle), la carte d'état-major (1820-1866) et la période actuelle (1950 à aujourd'hui).

## Histoire

### Préhistoire, l'Antiquité
Ancienne Flurie, mentionnée au XIIIe siècle, le site de Fleurey est occupé par l'homme depuis le Néolithique, comme l'attestent des poteries retrouvées dans des abris sous roches des ruelles de Velars, ainsi qu'un foyer antique dans les grottes de Morceuil. Des tumulus du premier âge du fer (fouillées par M. Jobard vers 1902-1903) s'échelonnaient parallèlement à ces ruelles, depuis les roches devant le lotissement du Coquelot jusqu'à proximité du pont du viaduc de la combe de Fin. Au lieu-dit Bas de la Caillette furent alors mis au jour divers objets de bronze, de fer, de silex, de verre et des poteries. Au sud, d'autres tumulus (au plan de Suzâne et au plan de Suzard) semblent attester de zones d'habitat au sud-ouest de la Colombière (près de l'ancien captage pour la première adduction d'eau) ainsi qu'à proximité de la source de la ferme de Collonges. On peut d'ailleurs encore constater de nos jours la présence de murets (vestiges de 2 enceintes accolées, sur le rebord du plateau, au-dessus de Collonges).
À l'époque celtique, Fleurey relevait du territoire des Lingons. Une route reliait déjà Châlon à Châtillon en empruntant un gué sur l'Ouche (à peu près à l'endroit de l'actuel pont) et une autre route reliant Dijon à Alésia (Alise-Sainte-Reine) passait par les ruelles de Velars, par Morcueil pour gagner Mâlain (site de Mediolanum).
L'implantation romaine est attestée par la mise au jour (lors des travaux de captage de la source de Morcueil par la ville de Dijon) de nombreuses monnaies et fragments de poteries romaines, et (au XVIIIe siècle) par celle de lampes antiques, de sarcophages et de médailles à l'effigie d'empereurs romains : Néron, Claude, Vespasien, Maxime et Constantin II. Les troupes de César, attaquées par les cavaliers gaulois dans les bois de Pasques et Lantenay, obtiennent l'assistance de cavaliers germains surgissant d'une hauteur qui est vraisemblablement celle du Cocheron.
Après la conquête, une villa gallo-romaine est édifiée sur la rive gauche de l'Ouche. Sa localisation est imprécise, mais pourrait avoir été au pied du Cocheron ou plus vraisemblablement au sud-ouest et très près de l'église actuelle, là où furent découverts la sculpture d'une danseuse nue et des restes de matériaux de construction. Des sépultures semblant dater de cette époque furent aussi mises au jour en bordure ouest des anciennes carrières surplombant la route d'Ancey, à la sortie de Fleurey, face à l'actuelle station de pompage. On s'interroge sur la correspondance de ce cimetière ancien avec le site de Barge, zone habitée citée dans des documents d'archives. Florus, propriétaire de la villa gallo-romaine, a donné son nom à la localité mentionnée dès le VIe siècle (dans la chronique de Saint-Bénigne) sous la dénomination de Floriacus. Les fragments d'une statue équestre d'époque celtique ou pré-celtique sont découverts près de l'ancien moulin de Morcueil en 1807, (entrée vraisemblable de la route dans l'ancienne cité de Mediolanum).
Paul Goutorbe, instituteur à Fleurey, découvre en 1951 des ossements humains dans une carrière au lieu-dit : Au-dessus de Barges  et en poursuivant ses investigations met au jour trois sépultures, le mobilier bien que modeste permet de dater ses inhumations de l'an 600. Il comprend trois plaques-boucles en alliage de cuivre et des éléments en fer qui sont aujourd'hui conservés au musée archéologique de Dijon. Ce site connu, avait déjà fait l'objet de fouilles par Émile Socley, archéologue dijonnais en 1912-1913, qui y avait mis au jour 20 tombes orientées. Puis, nouvelles découvertes en 1954 et 1974 de sarcophages du type bourguignon-champenois,.pendant la réalisation d'un lotissement

### DuVeauXesiècle
Les armées franques et burgondes s'affrontent en 500, sur le plateau de « Beuchail », au nord-est du territoire du village. Désiré de Verdun, évêque de Verdun de la famille des Syagrii, ayant été accusé auprès du roi Thierry par un certain Sirivald, après la mort de Désiré, pour des raisons de rivalité et de vengeance, Syagrius son fils, organise une expédition punitive à Fleurey, en 554, pour y assassiner Sirivald dans une villa, après avoir assassiné une première personne par méprise.
Le roi des Francs, Gontran cède Fleurey et ses dépendances en 586 à l'abbaye Saint-Marcel-lès-Chalon, dont les abbés successifs devinrent les seigneurs et décimateurs. Gontran fait construire une église Saint-Marcel et une demeure pour les moines, où ils restent jusqu'en 1318, date à laquelle une communauté de bénédictins anglais vient les remplacer. Le prieur de Saint-Marcel perçoit une taille de 50 livres et le prieuré dispose du revenu de plusieurs terres et de 700 arpents (357 ha) de bois sur le terroir de Fleurey. Grégoire de Tours dans Decem Libri Historiarum, cite le village qui fait partie depuis le milieu du VIe siècle du pagus Magnimontensis : le chef-lieu d'alors correspond à l'actuelle butte de Mesmont.
Le cartulaire de Saint-Marcel mentionne en 872 Fleurey en ces termes : « Videlicet Villam Floriacus que dicitur sitam in Pago magnimontense ».
Fleurey, Chalon et toute la région de la vallée de la Saône sont dévastées par une invasion hongroise en 937.

### DuXIeauXVesiècle
En 1104, le prieur du prieuré Saint-Marcel de Fleurey demanda une faveur considérable pour les gens de sa maison, au duc Hugues II de Bourgogne dit le Pacifique. Hugues de Die dit aussi Hugues de Bourgogne, archevêque de Lyon, neveu du duc Hugues et prieur du prieuré Saint-Marcel-lès-Chalon et en cette dernière qualité seigneur de Fleurey-sur-Ouche, situé dans le Dijonnais et membre dépendant du prieuré, faisant partie des fonds dont le roi Gontran avait doté ce monastère. On y avait établi une petite communauté de moines au sein d'un petit prieuré, qui alors avait perdu une partie de ses droits par la violence des seigneurs voisins. Le duc Eudes Ier de Bourgogne, père de Hugues, en avait usurpé une portion considérable et son fils Hugues la conservait et continuait d'en jouir, sans que les plaintes et les remontrances du prieur et des moines de Saint-Marcel eussent pu le déterminer à les remettre aux prieurs de Saint-Marcel, prédécesseurs d'Hugues archevêque de Lyon. Celui-ci proche parent du duc et plus puissant que les précédents étant venu à Fleurey pour y tenir les plaids, il reçut chez lui le duc son oncle, qui y séjourna quelques jours avec plusieurs de sa cour, ses familiers ; de ce nombre était Jocerand, alors chantre de Chalon, Rainier, sénéchal du duc, Tescelin, surnommé Sorus, père de Saint-Bernard, fondateur et abbé de l'abbaye de Clairvaux, Bernard de Montfort, Warnier de Sombernon, Milon de Frôlois et plusieurs autres tous de la maison de ce prince.
Il fit sentir à ses seigneurs l'injustice qu'on lui faisait et les engagea à la faire sentir au duc. Celui-ci avoua sa faute et celle de son père et déchargea les habitants de Fleurey de la servitude et des taxes ou coutumes que son père leur avait imposées et qu'il avait lui-même entretenues. Mais il exigea pour cette remise, une récompense capable de le dédommager de la perte qu'il allait subir par cette remise et mit comme condition que le prieur son hôte lui donnerait un palefroi, tout équipé, lui payerait 200 sols dijonnais et fonderait au même lieu un anniversaire à perpétuité pour le repos de l'âme du feu duc, Eudes son père.
Il confirma depuis du consentement de son frère Henri, toutes ces conventions, par une charte qui fut dressée en la maison de Jarenton, abbé de Saint-Bénigne et en même temps délivrée à Hugues, archevêque de Lyon. Elle fut louée et approuvée de Hugues sénéchal du duc, de Guy, de Rainald ou Raymond de Grancey, époux de Douce de Bourgogne, fille du duc, de Gautier, connétable et de plusieurs autres en présence de Robert de Bourgogne, évêque de Langres, de Bernard ou Bérard, évêque de Mâcon, de Hugues, abbé de l'Abbaye Saint-Germain d'Auxerre, de Hugues Ier de Champagne, comte de Troyes et plusieurs chanoines de Troyes,.

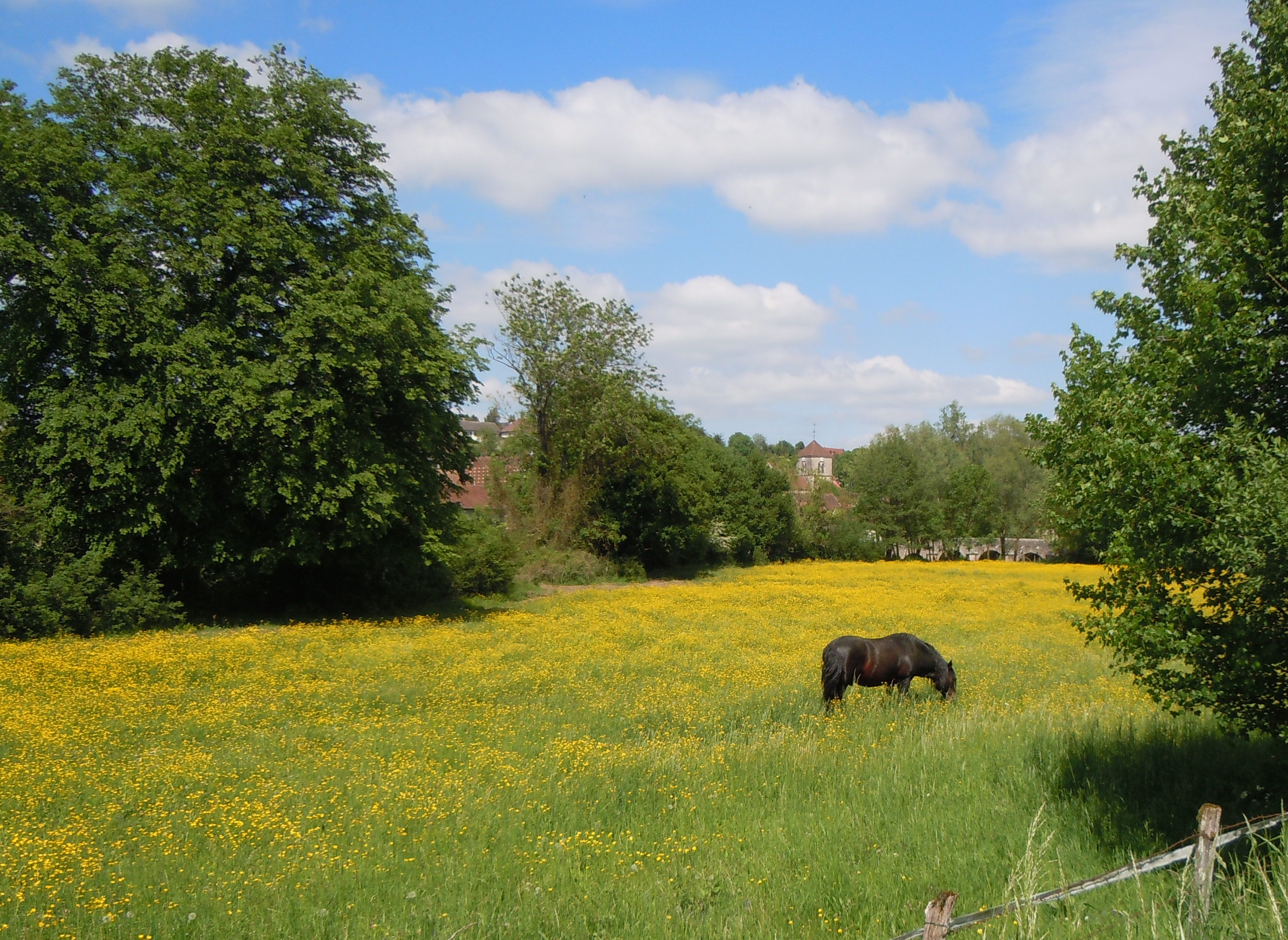
Prairies entre l'Ouche et le Canal de Bourgogne, à l'arrière plan d'église et le pont.

### DuXVIeauXVIIIesiècle
En 1742, une auberge, tenue à Pont-de-Pany depuis 1726 par Étienne Malteste et son épouse Élisabeth Duvernois, devient relais de poste sur le nouveau tracé entre Dijon et Auxerre. Pont-de-Pany est l'étape entre La Cude (à l'est) et La Chaleur (à l'ouest). Élisabeth Duvernois, alors veuve, accède ainsi au titre de maître de poste, et cédera sa fonction à son beau-fils, Nicolas Pélissonnier, dont les descendants assureront le service de la poste aux chevaux jusqu'à sa suppression en 1872.
En 1794 et 1816, le relais fonctionne avec 15 chevaux puis l'effectif passera à 28 en 1834 pour atteindre le maximum de 42 en 1839.
De très nombreuses armes et des quantités d'ossements d'hommes et de chevaux sont découverts à « Beuchail » (sur le site de la bataille) lors d'un défrichement qui a lieu en 1765,.Mozart, devant donner un concert de clavecin à Dijon devant le gouverneur de la Bourgogne, le prince de Condé, le 16 juillet 1766, aurait fait étape au relais de Pont-de-Pany.
Le relais de poste de Pont-de-Pany accueille pour la nuit, le 16 ventôse an II, un groupe de 18 personnes arrêtées à Dijon. L'une d'entre elles ne rejoindra pas le Tribunal révolutionnaire à Paris : Trouvée baignant dans son sang au petit matin, on ne sait s'il y eut suicide ou assassinat.

### DuXIXeauXXIesiècle
La commune, très tôt au XIXe siècle, fut desservie par le train, implantée sur le tracé du chemin de fer d'Epinac, construit de 1829 à 1835, qui allait d'Épinac au canal de Bourgogne.
Le 30 juillet 1944 se déroule la bataille de Leuzeu à proximité de la ferme du Leuzeu. Les miliciens sont repoussés par les résistants dont ils avaient attaqué le campement.

## Politique et administration

### Liste des maires

#### de l'Ancien Régime
- Jean Vivant Micault de Courbeton (10/05/1725-17/03/1794), président au Parlement de Bourgogne, seigneur d'Agey, Barbirey-sur-Ouche, Fleurey-sur-Ouche, Meilly-sur-Rouvres, Maconge, Pommard, Santenay, mort décapité.

#### depuis la Révolution
| Période                                  | Période    | Identité                             | Étiquette | Qualité                                     |
| ---------------------------------------- | ---------- | ------------------------------------ | --------- | ------------------------------------------- |
| 31/01/1790                               | 1791       | Pierre de Saint Amant                |           | lieutenant-colonel de cavalerie en retraite |
| 1791                                     | 01/11/1795 | Claude Dellery Le Jeune              |           | agriculteur                                 |
| 01/11/1795                               |            | Sébastien Saverot                    |           |                                             |
| .                                        |            |                                      |           |                                             |
| .                                        | 29/07/1816 | Antoine Perrot                       |           |                                             |
| 29/07/1867                               |            | Jean-Baptiste Garrot                 |           |                                             |
| 1830                                     |            | André Ledoyen                        |           |                                             |
| 16/08/1846                               |            | Pélissonnier                         |           |                                             |
| ../02/1848                               | 27/10/1849 | Louis Auguste Adelon                 |           | révolutionnaire, maire nommé                |
| 27/10/1849                               | 09/10/1850 | Pierre Leniept                       |           |                                             |
| 09/10/1850                               | 09/01/1851 | André Ledoyen                        |           | maire nommé                                 |
| 09/01/1851                               |            | André Ledoyen                        |           | élu                                         |
| 26/09/1852                               |            | Jean-Baptiste Hippolyte Pélissonnier |           | maître de poste à Pont-de-Pany              |
| 1865                                     |            | Jean-Baptiste Griffont-Maillot       |           | élu                                         |
|                                          |            | Benoît Truillot-Potier               |           | en fonction en Août 1870                    |
| 1872                                     | 1874       | Alfred de Girval                     |           | a démissionné                               |
| 1874                                     | 12/09/1875 | Jean Jules Rebillard                 |           | maire par intérim                           |
| 12/09/1875                               |            | François Picard                      |           |                                             |
| .                                        |            | Truillot                             |           | en fonction en 1885                         |
| .                                        |            | Jean-Baptiste Chary                  |           |                                             |
| .                                        |            | François Rémond                      |           | en fonction en 1897 et en 1893              |
| .                                        |            | Maillot-Mutin                        |           | en fonction en 1904                         |
| .                                        |            |                                      |           |                                             |
| .                                        |            | Victor Chary                         |           | maire pendant 30 ans                        |
| .                                        |            |                                      |           |                                             |
| .                                        |            | Louis Ruffin                         |           |                                             |
| .                                        |            |                                      |           |                                             |
| 1945                                     | 1965       | Jules Truillot                       |           |                                             |
| 1965                                     | 1977       | Pierre Posière                       |           | loueur de vaisselle                         |
| 1977                                     | 1983       | Guy Doussot                          |           | ebeniste                                    |
| 1983                                     | 1989       | Gérard Camberlin                     |           |                                             |
| 1989                                     | 2001       | Gérard Camberlin                     |           | directeur commercial                        |
| mars 2001                                | mars 2008  | Daniel Verne                         |           | postier                                     |
| mars 2008                                | 2020       | Pascale Gallion-Bailly               | DVG       |                                             |
| 2020                                     | (en cours) | Philippe Algrain                     |           | Retaité                                     |
| Les données manquantes sont à compléter. |            |                                      |           |                                             |

### Religion
Jusqu'au XVIIIe siècle, une grande partie du village appartient au prieuré Saint-Marcel-lès-Chalon.
Prieurs de Saint-Marcel, Seigneurs de Fleurey
- 1104 - Hugues de Bourgogne, ou de Die, archevêque de Lyon, prieur du prieuré Saint-Marcel-lès-Chalon.
- 1525 - Antoine de la Mark, abbé de Beaulieu, prieur de Saint-Marcel de Chalon, seigneur de Fleurey-sur-Ouche (Pièce parchemin Chalon-sur-Saône, BNF, Mémoires de la société bourguignonne de géographie et d’histoire, 1885, TII).
- 1667-1710 - Alexandre Fondras, comte de Chateautier (ADCO).
- 1745 - Dom Aspinwall, Bénédictins anglais de la maison de Saint-Edmond de Paris (ADCO, acte notaire, amodiation Jacques Cazotte).

Curés
(liste non exhaustive)
- s. d.       -   Carlet  a laissé des écrits sur la vie de la paroisse à la Révolution.
- 1861-1870   -   Pierre Morizot, prêtre.

## Démographie
L'évolution du nombre d'habitants est connue à travers les recensements de la population effectués dans la commune depuis 1793. Pour les communes de moins de 10 000 habitants, une enquête de recensement portant sur toute la population est réalisée tous les cinq ans, les populations de référence des années intermédiaires étant quant à elles estimées par interpolation ou extrapolation. Pour la commune, le premier recensement exhaustif entrant dans le cadre du nouveau dispositif a été réalisé en 2008.

En 2022, la commune comptait 1 498 habitants, en évolution de +16,94 % par rapport à 2016 (Côte-d'Or : +0,82 %, France hors Mayotte : +2,11 %).
| 1793 | 1800 | 1806 | 1821 | 1831 | 1836 | 1841 | 1846  | 1851  |
| ---- | ---- | ---- | ---- | ---- | ---- | ---- | ----- | ----- |
| 766  | 880  | 796  | 796  | 845  | 900  | 903  | 1 024 | 1 158 |

| 1856 | 1861 | 1866 | 1872 | 1876 | 1881 | 1886 | 1891 | 1896 |
| ---- | ---- | ---- | ---- | ---- | ---- | ---- | ---- | ---- |
| 992  | 937  | 901  | 859  | 844  | 835  | 847  | 823  | 753  |

| 1901 | 1906 | 1911 | 1921 | 1926 | 1931 | 1936 | 1946 | 1954 |
| ---- | ---- | ---- | ---- | ---- | ---- | ---- | ---- | ---- |
| 719  | 730  | 679  | 573  | 589  | 634  | 585  | 606  | 642  |

| 1962 | 1968 | 1975 | 1982 | 1990  | 1999  | 2006  | 2008  | 2013  |
| ---- | ---- | ---- | ---- | ----- | ----- | ----- | ----- | ----- |
| 656  | 593  | 628  | 879  | 1 079 | 1 221 | 1 188 | 1 178 | 1 206 |

| 2018  | 2022  | - | - | - | - | - | - | - |
| ----- | ----- | - | - | - | - | - | - | - |
| 1 370 | 1 498 | - | - | - | - | - | - | - |

## Économie
- Fabrique de moutarde « Reine de Dijon » depuis 1840. C'est le troisième fabricant français de moutarde avec une production annuelle d'environ 15 000 tonnes, ses produits et ceux du groupe Develey sont exportés vers plus de 70 pays dans le monde.

## Culture locale et patrimoine

### Lieux et monuments

#### Vestiges préhistoriques et antiques
- Abri sous roche du Moulin , site avec outillage du Mésolithique.
- Tumulus des Roches d'Orgères  ou   Tumulus du Bas de la Caillette, sépulture et mobilier de l'âge du bronze.
- Oppidum du Plan de Suzan.

#### Religieux
- Église Saint-Jean-Baptiste de Fleurey-sur-Ouche, église paroissiale des XIIe, XIIIe, seconde moitié du XVIe siècle, restaurée au XIXe siècle.  Inscrit MH (1983).
- Prieuré Saint-Marcel de Fleurey-sur-Ouche, dépendant de celui Saint-Marcel-lès-Chalon. Construit sous Gontran vers 586, les moines y resteront jusqu'en 1318 où ils seront remplacés par des bénédictins anglais qui dépendront de l'abbaye de Cluny. Ne reste que l'église transformée en habitations. Il connut son apogée au XIIe siècle et XIIIe siècle. Il était déjà en ruines à la Révolution. Dans ce quartier furent trouvés des sarcophages trapézoïdaux[27]. L' HIPAF a réussi exceptionnellement à obtenir en 2011, l'ouverture au public dont la visite guidée par Jacqueline Mugnier, de l'ancienne église prieurale[28].

#### Civil
- Cimetière

Le cimetière, s'étendant juste à la limite du village, à l'angle de la route de Mâlain et de celle de Lantenay, est rectangulaire. Il est entouré de murs de pierre couverts de lave. Une grande croix, dressée au milieu, porte à sa base des plaques mentionnant les soldats tués à la guerre.

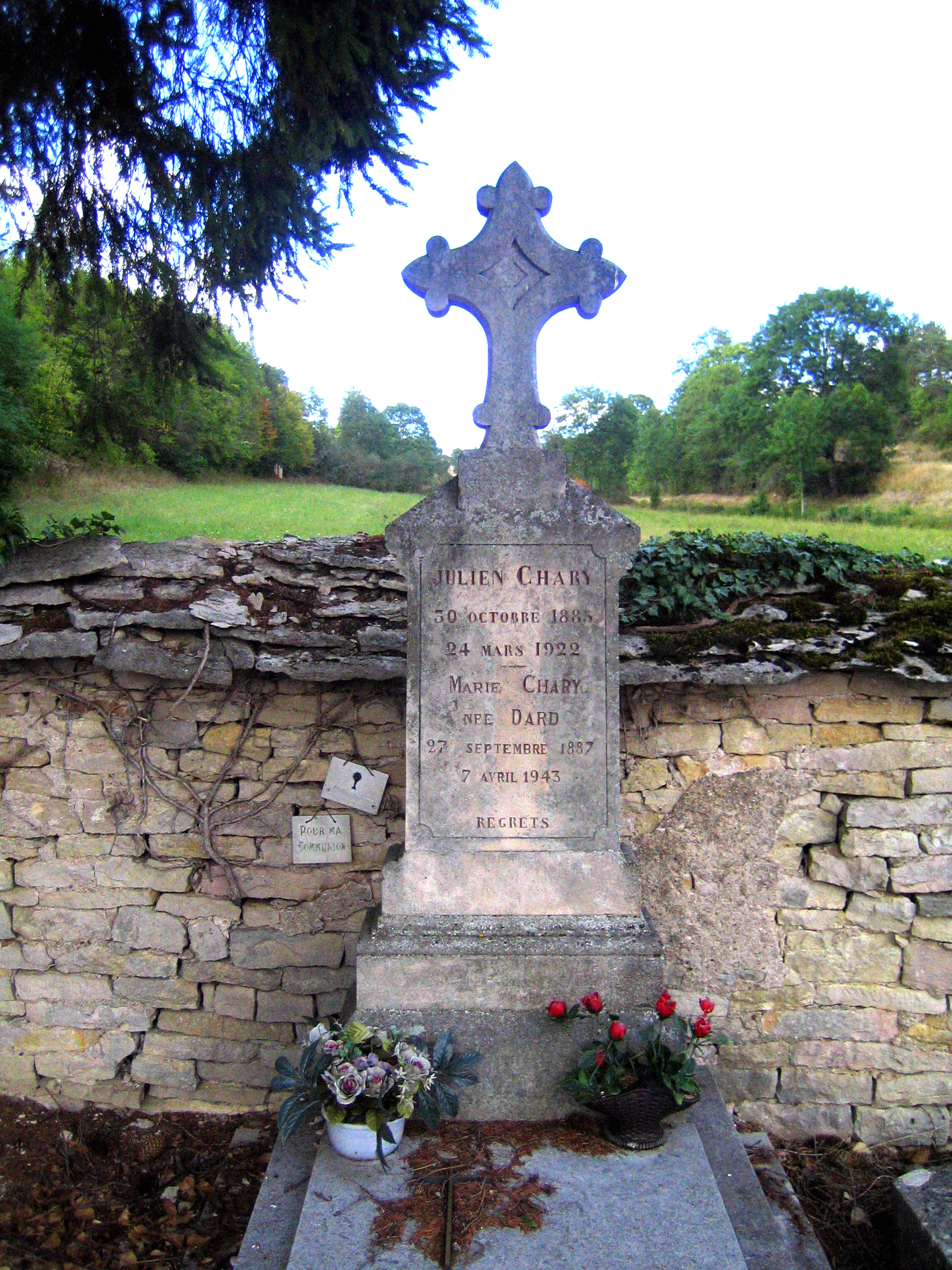
Le cimetière, à la sortie immédiate du village, est délimité par un mur de pierre.

- Château la Chassagne, ancien relais de chasse, et manoir construit en 1865, aujourd'hui hôtel de luxe. Certaines parcelles sont sur la commune de Sainte-Marie-sur-Ouche.
- Château de la Velotte des Ducs de Bourgogne fut la résidence favorite de plusieurs d'entre eux. C'est à Fleurey que mourut le premier duc, Robert le Vieux[29]. À l'emplacement de ce château disparu, s'élève aujourd'hui une vaste maison construite au XVIIIe siècle par Louis Micault de Courbeton, président à mortier du parlement de Bourgogne et l'un des seuls guillotinés du département pendant la Révolution française. Vendue en bien national, la maison est habitée depuis plus de deux siècles par la famille Grée.
- Château du Prieuré Saint-Marcel au 3 rue de Chanteronne construit au XVIIe siècle. Il appartint à la Maison Chifflot de Saint-Morey dont les propriétaires émigrèrent pendant la Révolution et le château fut vendu comme bien national. Au début du XXe siècle, elle appartint à Paul Jobard, imprimeur à Dijon, qui fut également un érudit féru d'archéologie.
- Château de Pérard, ancien château ayant appartenu à Étienne Pérard.
- Le Castel de Fleurey-sur-Ouche, au numéro 1 rue du Château. Propriété de campagne d'Ursule Delaloge.
- La ferme du Leuzeu, sorte de grand manoir, pavillon de chasse, avec corps de ferme, tours et plafond à la française. Premières traces écrites au XIIe siècle, mais la construction actuelle date des environs de 1659.
- Vers le centre du village une maison de maître, propriété en 1657 d'Étienne Pérard, conseiller du Roi, doyen de la Chambre des comptes de Dijon.
- Ensemble de grille en fer forgé datant du XVIIe siècle, fermant un parc, face à une demeure de même époque.
- Moulin des Roches, très ancien moulin ayant appartenu au Prieuré. Il est cité en 1488[30].

### Liste des rues[31]
- rue des Acacias :
- rue des Archers :

Située non loin de l'ancienne résidence des gouverneurs de Bourgogne, on peut encore voir, toute proche, une niche comportant une pierre creusée de 5 cavités qui passe pour être une ancienne cible qu'auraient utilisée les archers du village.
- rue de l'Aule :

L'aule désigne l'ancienne halle ayant appartenu au seigneur de Fleurey (prieur de Saint-Marcel-lès-Chalon-sur-Saône), où se tenait une foire 4 fois par an (mi-mai, mi-août, à la Saint-André et à la Saint-Blaise).
- - Au no 6 : La  Villa Augusta, construction faite en 1890 par un maçon de Fleurey : Pierre Boudrot, pour le radiologue Jacob, aujourd'hui centre éducatif.
  - du no 16 à 20 : restes de l'église de l'ancien prieuré Saint-Marcel, vendue à la Révolution comme bien national et reconvertie en habitations.
  - Au no 30 : villa Les Charmilles  son propriétaire en 1803 était Louis Henri Jean Filsjean de Presles, de Vitteaux, seigneur de Sainte-Colombe, décédé à Fleurey en 1812. Parmi ses autres propriétaires célèbres : la famille Grey-Poupon, moutardiers à Dijon, qui en firent leur maison de campagne entre 1945 et 1950.
- Au Bas des Combets :
- rue du Bois de Léen :

Le Bois de Lée, situé en direction d'Ancey, présente la particularité d'avoir un énorme rocher pouvant faire penser à un dolmen. (En ancien français, « lée » serait synonyme de dolmen).
- rue Brenet :

Cette rue borde une propriété ayant appartenu pendant plusieurs générations à la famille Brenet, dont le plus important représentant, en 1823, fut docteur en médecine, député du département et membre de la Légion d'honneur.
- rue du Champ-Perdrix :
- 'rue de Chanteronne : 

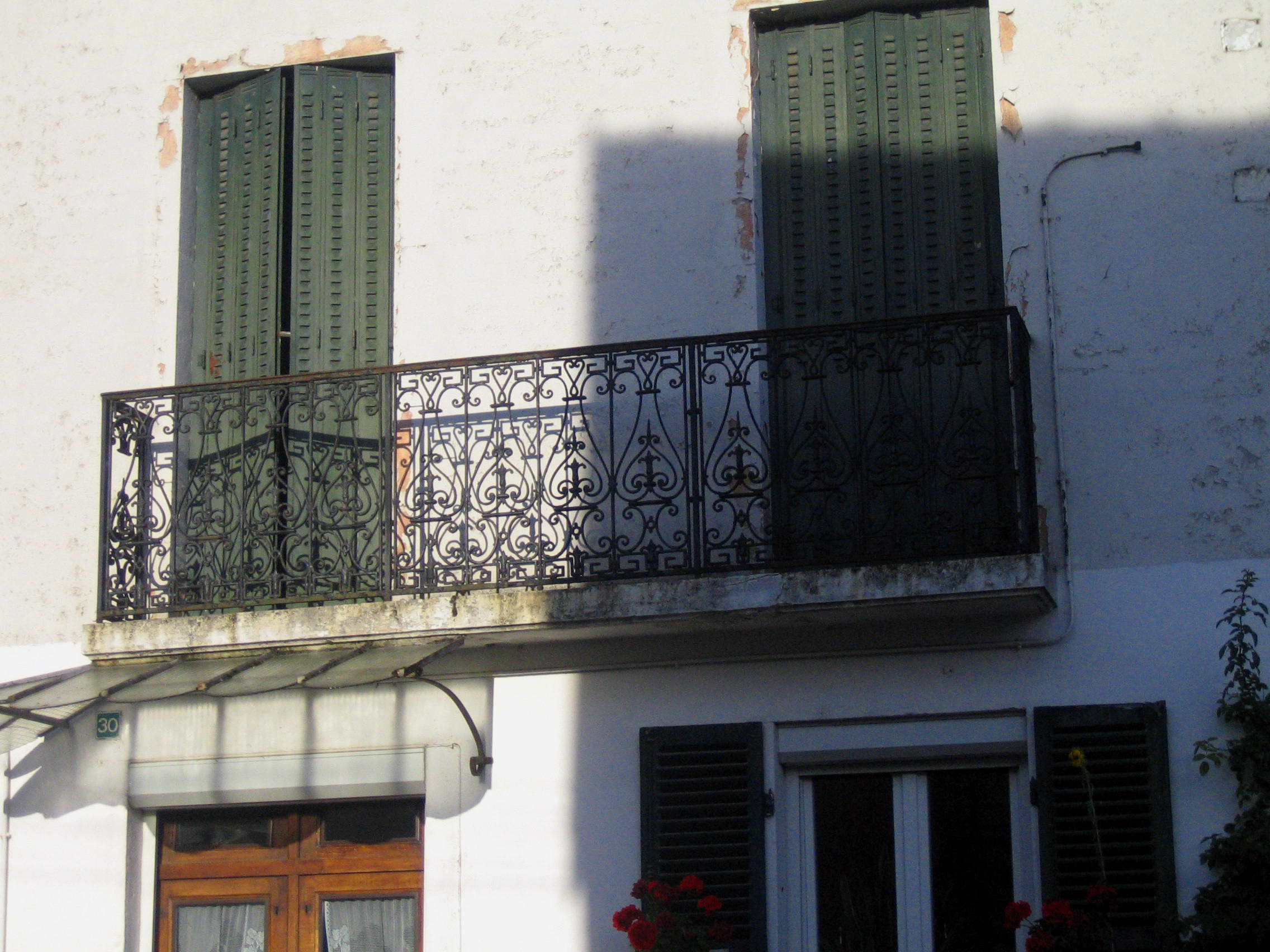
Balcon au no 30 de la Grande rue du Bas.

  - Au numéro 3, le château du Prieuré, construction du XVIIe siècle, vendu comme bien national à la Révolution.
- rue de la Chapelle :

Cette rue doit son nom à une petite chapelle ayant existé entre le moulin et l'école actuelle.
- rue de la Charme :

La charme désignait une friche ou un chaume.
- chemin de la Chaumette :

La chaumette désignait une petite friche.
- rue du Château : 
  - château de Velotte au numéro 9 (à ne pas confondre avec une autre demeure, près du pont, sur la même rue, ayant appartenu aux familles Cortot de Cissey et de Girval) fut celui du comte Jean Vivant Micault de Corbeton, dernier noble à avoir possédé la propriété, qui, accusé par le révolutionnaire Bernard de Saintes (dit « Pioche-Fer »), fut guillotiné.
  - Le Castel, au numéro 1 rue du Château. Propriété de campagne de Ursule Delaloge.

- rue du Clos de la Cure :
- place du Clos Poulain :
- rue du Cocheron :
- rue du Colombier :

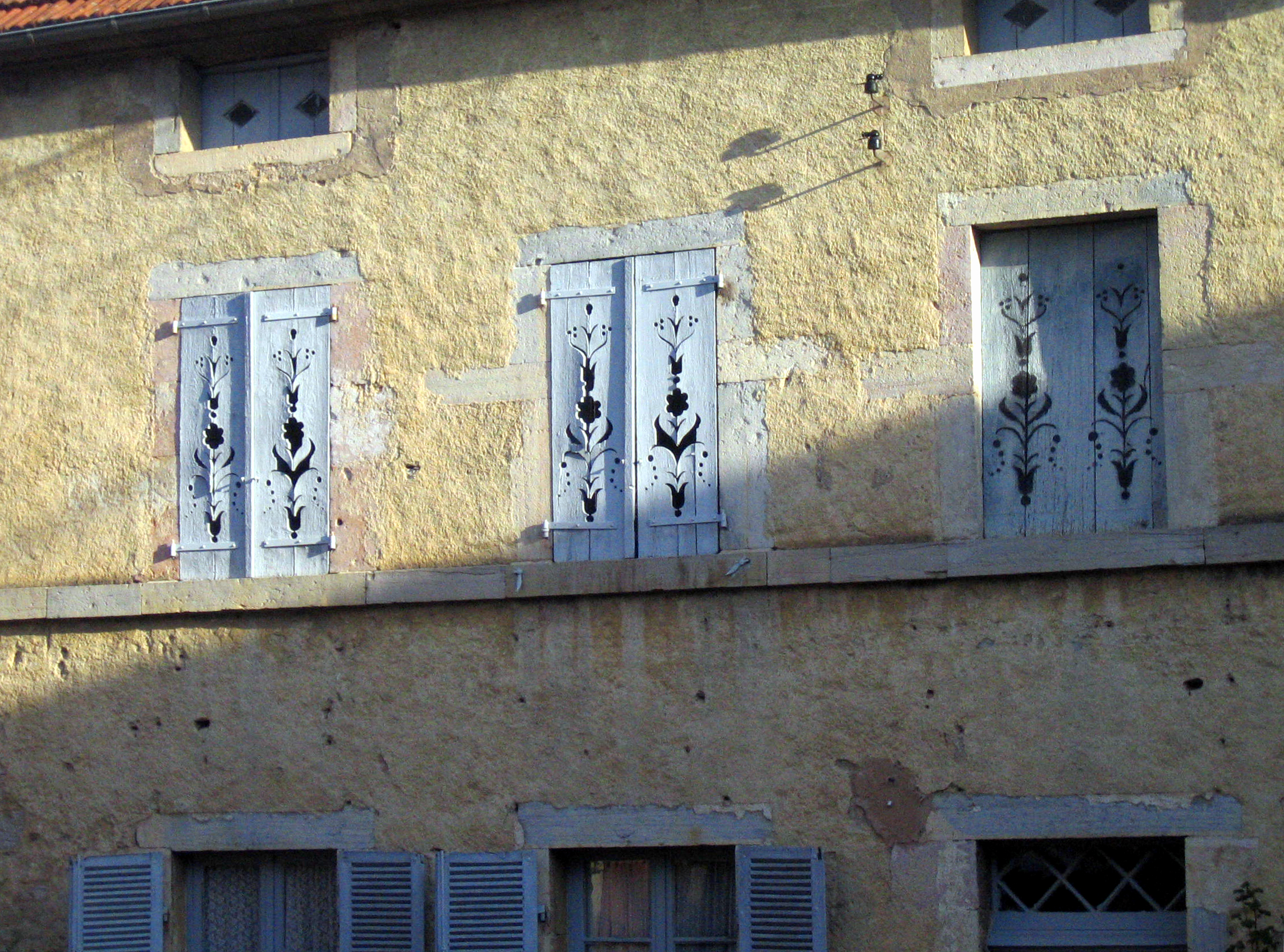
Une façade de la Grande rue du Bas.

L'ancien colombier du château des Lignier-Grée a donné son nom à la rue.
- rue des Coquelots :
- Coteau Ragoix :
- rue de la Cour des Closes :
- ' rue de la Croix Saint-Pierre :

Sur la droite de cette rue, le lieu-dit Champ Saint-Pierre aurait été l'emplacement d'une église Saint-Pierre. Dans le prolongement de la rue est dressée une croix sur laquelle est fixée une plaque de cuivre en forme de cœur gravée ainsi :« Cette croix a été érigée en 1842 à la dévotion de Pierre Grée, aveugle, fils de Étienne Grée et de Marguerite Brouée. Priez pour lui. »
- lotissement derrière la Velle :
- rue de la Dîme :  rue proche de l'ancien prieuré.
- Lotissement le Fluvie :
- Grande Rue du Haut : 
  - Maison aux fenêtres à meneaux à l'entrée du village. Il daterait du XVIe siècle sur l'emplacement d'un ancien hôpital, signalé en 1229.
  - Vers le centre du village à droite le château ayant appartenu en 1657 à Étienne Pérard, conseiller du Roi, doyen de la Chambre des comptes de Dijon.
  - Plus bas grille en fer forgé du XVIIe siècle délimitant un ancien parc vis-à-vis d'une demeure de même époque.
- Grande Rue du Bas :
- Au numéro 30 et dans l'impasse Cazotte se trouve la résidence occasionnelle des gouverneurs de Bourgogne qui furent les Princes de Condé.
- rue de la Grapine :
- rue du Lavoir :

L'ancien lavoir a été transformé en salle de fêtes.
- rue du Levant :
- rue Martenot :

Cette dénomination pourrait venir du patronyme d'un dragon de l'armée des Flandres, tué le 24 août 1748, près de Louvain. Son officier, M. de Saint-Amant, dit « Collonge », résidait à Fleurey.
- rue des Moceas :
- rue de Morcueil :
- rue du Moulin :
- Lotissement Les Ouches :

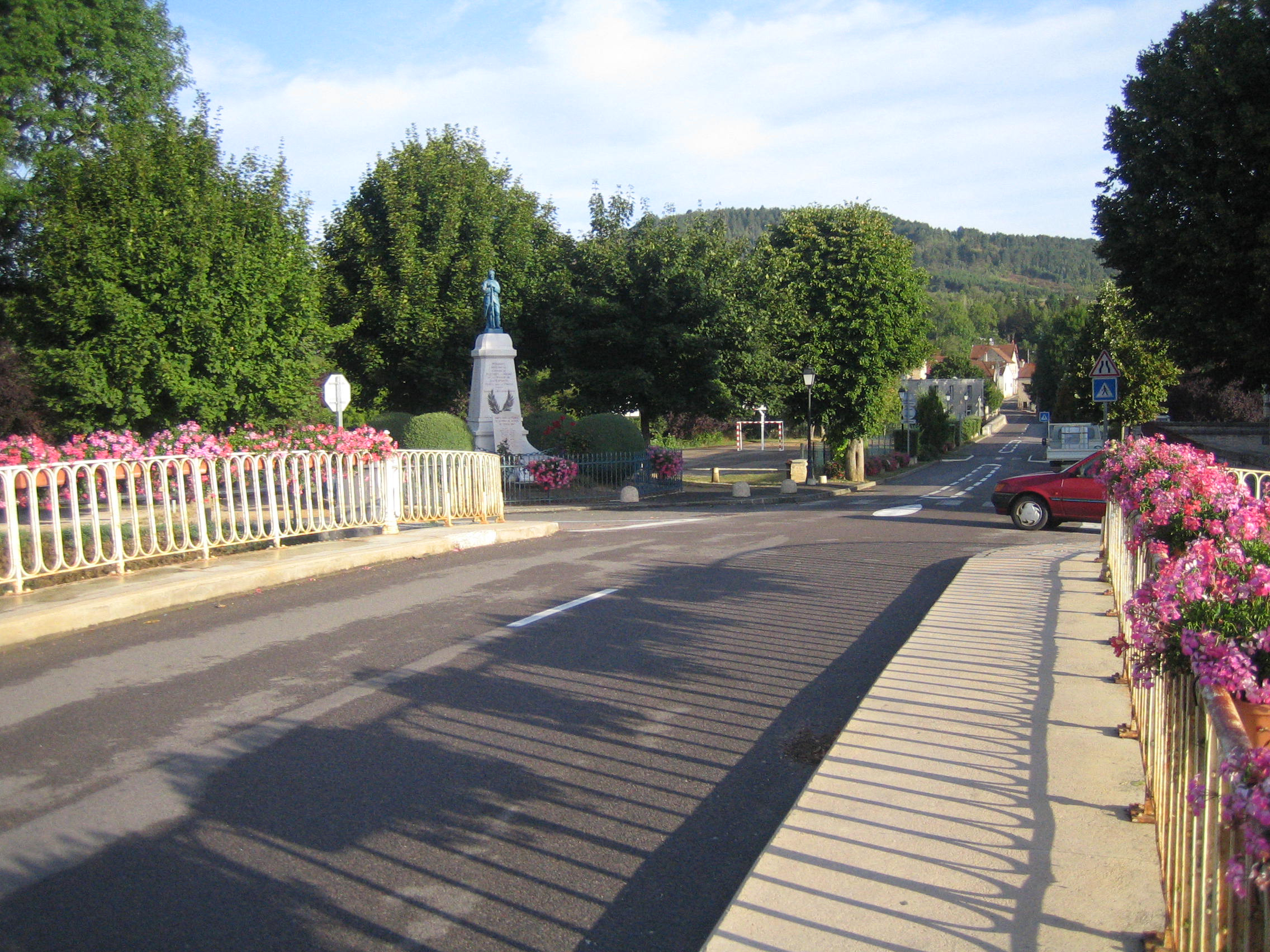
La rue principale (venant de Urcy, au Sud) traverse le canal puis la rivière pour mener à Lantenay, au Nord.

- Lotissement Le Petit Bon Moisson :
- petite rue de Collonges :
- impasse de Pisseloup :
- rue des Roches d'Orgères :
- La Ruellotte :
- Lotissement Saint-Jean et rue Saint-Jean :
- Seigneurie de la Cour des Closes :
- rue du Stade :
- rue Jean-Truchetet : 
  - Au no 3 la  Villa Sainte Chantal  qui fut la propriété de Bénigme Frémyot (1538-1611), président à mortier au Parlement de Bourgogne. Sa fille Jeanne de Chantal était l'aïeule de Madame de Sévigné qui aurait séjourné à Fleurey.
- rue de Velars :
- rue des Vieilles Carrières :
- rue des Vignes Blanches :

### Personnalités liées à la commune
- Ermengarde d'Anjou (1018 -1076), princesse assassinée en l'église de Fleurey.
- André Cornette (1819-1872), missionnaire jésuite né à Fleurey.
- Claude Doyen (1774-1835), né et décédé à Fleurey. Officier dans la Garde impériale de Napoléon Ier ; officier de la Légion d'honneur.
- Jean Midey, dit de Fleurey, imagier, fils de Richard Midey, signe un contrat le 10 avril 1393 pour travailler sur le Puits de Moïse, de Claus Sluter.
- Jacques-Hector Moreau (1884-1962), vice-amiral d'escadre né à Fleurey.

### Héraldique
| Blason de Fleurey-sur-Ouche | Blason  | D'azur à l'épée d'argent, aux deux clefs d'or contournées passées en sautoir, au chef du même chargé d'une rose de gueules pointée de sinople et boutonnée aussi d'or. |
| Blason de Fleurey-sur-Ouche | Détails | L'écu est sommé d'une couronne murale d'or à trois tours crénelées et flanqué à senestre d'un pampre de vigne et à dextre d'un bouquet d'épis de céréales, au naturel, réunis sous l'écu par une banderole portant le nom : « Fleurey sur Ouche ». Le statut officiel du blason reste à déterminer. |